# 橘橋

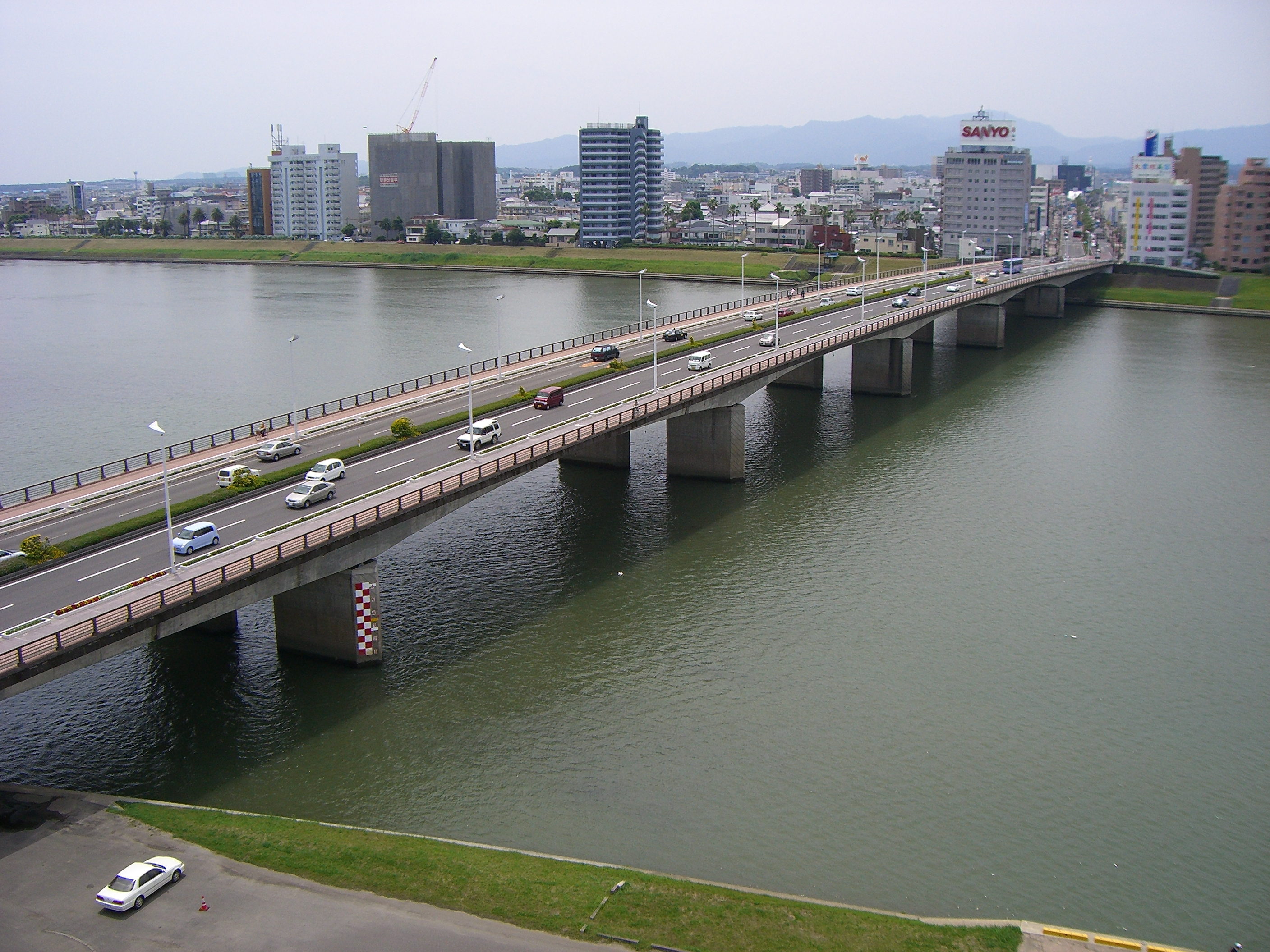
6代目橘橋（2008年（平成20年）撮影）

橘橋（たちばなばし）は、大淀川に架かる国道220号の橋であり宮崎県宮崎市の市街地を南北に結ぶ。

## 歴史
九州の南東部で対峙していた飫肥藩、高鍋藩および延岡藩の戦略的都合により江戸時代が終わるまで大淀川下流部には橋がなく、渡し船が唯一の交通手段であった。明治維新後もしばらくの間は橋を架けることが許されず、住民は不便な生活に甘んじていた。これに対して宮崎の医師福島邦成は橋の有用性を説きながら架橋の申請を繰り返し、ついには建設費用を私費でまかなうという条件付きで架橋を許可された。

### 初代
1873年（明治6年）、福島邦成が中心となり、宮崎の商人久世源一と荒川唯一、鹿児島の商人林次郎らが1500円を出資して橋を完成させた。橋の名称は邦成の称号である橘南を元にしたとの説と開通式の祝詞に由来するとの説がある。一人あたり5厘、馬一頭あたり1銭5厘の通行料を徴収した。完成からわずか数か月で洪水のために流失し、写真などの記録が残っていないことからこの橋の存在を疑問とする見方もある。

### 2代目
1880年（明治13年）3月に再度着工され1700円の費用をかけ同年4月24日に完成した。長さ381メートル、幅3.9メートルであった。一人あたり4厘、馬一頭あたり1銭2厘の通行料を徴収した。後に洪水のため流失。

### 3代目
福島邦成が三たび私費を投じて着工し1884年（明治17年）に完成した。同年6月17日、修理用の杉板とともに宮崎県に寄贈され通行料が無料になった。1886年（明治19年）に洪水のため流失。

### 4代目
宮崎県が建設にあたり1888年（明治21年）に完成した。部分的な流失はあったものの40年間近くその姿を保った。1927年（昭和2年）8月11日、台風による洪水のために流失した。応急処置として仮橋が設置されており、この仮橋を5代目とする見方もある。

### 5代目
自動車の増加と、木橋の腐朽破損に対処するため、鉄筋コンクリートを使った永久橋として計画され、108万円の費用をかけ1930年（昭和5年）に着工、1932年（昭和7年）4月30日に完成した。長さは385.45メートル、幅は16.4メートルであった。橋のデザインは、ドイツのヴュルツブルクにあるアーチ式のルードヴィヒ橋を参考にしたと言われ、洪水に加えて太平洋戦争中にはアメリカ軍の標的となり爆撃を受けたが持ちこたえた。道路拡幅に伴い架け替えとなり、6代目橋梁の2車線分の完成から程無い1975年（昭和50年）2月8日に廃止となった。架け替えを惜しむ市民の声で、橘公園に橋柱の一部が残された。

### 6代目
交通量の増加と大規模な洪水に対応するために計画され、26億4000万円の費用をかけ1974年（昭和49年）9月に2車線分が完成した。長さは389メートルとなった。1979年（昭和54年）6月には4車線化され、幅は28.8メートルになった。車道の両側に幅の広い歩道を配し、中央分離帯には低木が植えられている。

## 橋の周辺

### 北詰
- 橘公園
- 宮崎市役所

### 南詰
- 橘南緑地